# Göksenin Köksal
Göksenin Köksal, le 8 janvier 1991 à Trabzon en Turquie, est un joueur turc de basket-ball. Il évolue au poste d'arrière.

## Palmarès
- Championnat de Turquie 2013
- EuroCoupe de basket-ball 2015-2016